# The Corn Is Green (pel·lícula de 1945)
 The Corn Is Green és una pel·lícula estatunidenca dirigida per Irving Rapper i estrenada l'any 1945.

## Argument
En arribar a Glensarno, una població minera gal·lesa a on fixa la seua residència en una casa recentment heretada, Lilly Moffat (Bette Davis), una mestra d'escola anglesa, s'horroritza en descobrir que els minaires viuen en la pobresa i la ignorància. Amb la determinació de millorar la vida d'aquells nois, els quals comencen a treballar en els pous de carbó des de ben menuts, Lilly decideix emprar els seus modestos ingressos per a mantindre una escola i educar a qualsevol habitant del poble que hi estigui interessat. La seua majordoma, la senyora Watty (Rosalind Ivan), una lladre de botigues reformada i esdevinguda una activista d'un grup religiós militant, i la seua descarada filla Bessie (Joan Lorring) creuen que un projecte tan idealista és un error. Enfrontant-se als prejudicis de molta gent, la senyoreta Moffat prossegueix la seua tasca i aconsegueix els serveis com a mestres auxiliars de la senyora Ronberry (Mildred Dunnock) i d'un dependent de botiga, el senyor Jones (Rhys Williams). L'hisendat del llogaret (Nigel Bruce), el qual s'oposa obertament a l'escola per creure que va en contra dels seus interessos econòmics, es nega a llogar un edifici seu del poble que seria l'indret ideal per a establir-la. Sense desanimar-se per la decisió del terratinent, la senyoreta Moffat converteix part de la seua casa en aula i anuncia que les classes hi estan a punt de començar. Entre els seus alumnes es troba Morgan Evans (John Dall), un cerca-raons que, algunes vegades, mostra algun esclat de genialitat. Quan més descoratjada se sent i a punt d'abandonar el seu projecte, la senyoreta Moffat descobreix les excepcionals qualitats de Morgan i la seua receptiva ment. Sense deixar que res la desanimi, passa els dos anys següents ensenyant-li tot el que és capaç d'aprendre. Mestra i alumne, embarcats en la gran aventura de transmetre i assimilar coneixements, comparteixen una profunda i emocionant experiència. Més tard, Morgan, una mica espantant perquè la srta. Moffat l'obliga a preparar-se per a presentar-se als exàmens per tal d'obtindre una beca a la Universitat d'Oxford, s'hi rebel·la i, després de retreure-li la seua implacable exigència, abandona violentament l'aula. Aquella nit, a més de beure en excés i cercar brega, té una trobada amb Bessie Watty, la qual, ofesa encara per un altercat amb la senyoreta Moffat, el convida descaradament a seduir-la. Afligit i penedit del que ha fet, Morgan torna a fer els seus estudis, però, el dia de l'examen, Bessie diu a la senyoreta Moffat que tindrà un fill de Morgan. Tement que aquesta notícia trastorni el seu alumne, la mestra suborna Bessie perquè abandoni el poble. Mesos més tard, després d'haver passat Morgan els seus exàmens amb les millors notes i quan es disposa a anar-se'n a Oxford, Bessie torna amb el seu fill. Encara que s'hi sent atrapat, jutja que el seu deure és casar-s'hi i donar un nom al xiquet. Implorant que no malmeti l'oportunitat de fer alguna cosa de profit amb la seua vida, la senyoreta Moffat s'ofereix per adoptar el nen després que Bessie, la qual admet que no estima pas en Morgan, hi accedeix. Satisfet amb el tracte, Morgan se'n va a Oxford deixant el seu fill en les mans segures de la senyoreta Moffat.

## Crítica
- "La versió cinematogràfica de The Corn is Green és una traducció literal de l'obra de teatre. Els valors originals d'aquest drama sobre l'educació dels joves en un poble miner del Gal·les, tal com els va exposar Emlyn Williams, han estat tractats amb el major respecte pels guionistes Casey Robinson i Frank Cavett. El rude realisme del caràcter gal·lès i la posada en escena s'han mantingut en la versió cinematogràfica gràcies a la direcció d'Irving Rapper i l'assessoria tècnica de Rhys Williams. Amb aquests col·laboradors, als quals cal sumar una Bette Davis que atorga gran dignitat al paper protagonista entre un bon repartiment de secundaris, una excel·lent obra teatral ha passat per l'estudi de la Warner Brothers i s'ha convertit en una impecable pel·lícula."
- "Bette Davis ofereix una interpretació contundent i vital de la senyoreta Moffat ... En romandre fidel a l'obra teatral, The Corn is Green s'ha revelat com una notable mostra del poder del cinema, una dosi plena i madura d'emoció i diversió."[2]

## Repartiment
- Bette Davis: Miss Lilly Moffat
- Nigel Bruce: El Genet
- Rhys Williams: M. Jones
- Rosalind Ivan: Sra. Watty
- Mildred Dunnock: Miss Ronberry
- Arthur Shields: Glyn Thomas
- Gwyneth Hughes: Sarah Pugh
- Thomas Louden: Vell Tom
- John Dall: Morgan Evans
- Joan Lorring: Bessie Watty
- Billy Roy
- Leslie Vincent
- Robert Regent
- Tony Ellis
- Elliot Dare
- Robert Cherry
- Gene Ross.[1]

## Nominacions
- Oscar al millor actor secundari 1946 per a John Dall
- Oscar a la millor actriu secundària 1946 per a Joan Lorring